# Sociedad de Artistas Visuales Argentinos
La Sociedad de Artistas Visuales Argentinos (SAVA) es una sociedad argentina de gestión colectiva de derechos de autor sobre obras visuales. 
Administra y defiende los derechos de autor de fotógrafos,pintores, escultores, dibujantes, grabadores, y de todo otro lenguaje comprendido en las Artes Visuales.
En la actualidad[¿cuándo?] representa a más de 70 000 autores argentinos y extranjeros. Los socios de SAVA son representados en 33 países.[cita requerida]

## Objetivos
SAVA es una asociación cuyo objetivo principal es recaudar y distribuir las regalías que se generan por los derechos de autor de reproducción, comunicación pública de los socios y droit de suite (derecho de participación en las reventas de obras).
A su vez, SAVA busca lograr la defensa y la promoción de los derechos de autor de obras visuales.
Para cumplir con su objetivo, SAVA concede licencias para cada uso solicitado del repertorio que administra y se financia con una pequeña tasa de gestión de las regalías
recaudadas.
- Datos: Q6130996